# LFU 205
LFU 205
- 用途：実験機
- 製造者：Leichtflugtechnik-Union (LFU)
- 運用者：ドイツ航空宇宙センター (DLR)
- 初飛行：1968年3月29日
- 生産数：1機

LFU 205は、1960年代終わりに製作された全ガラス繊維強化プラスチック（GRP）製の単発4座の低翼単葉機である。1機が製作されただけであったが、この機体は主翼上を流れる層流の研究のために飛行を続けている。

## 設計と開発
Leichflugtechnik-Union（LFU：軽量小型航空機連合）は、全GRP製の航空機に特化して製作するためにベルコウ, ピュッツァー（Pützer）とライン航空機（Rhein-Flugzeugbau）により共同して設立された合併企業であり、この結果生まれたLFU 205は最初の全GRP製の航空機の1機となった。
LFU 205は、緩やかなテーパーの付いた僅かに7度の前進翼を持つこと以外は外観からは通常の低翼単葉の単発機との相違は無い。エルロン内側の主翼後縁部は全てファウラー・フラップとなっており、水平尾翼も直線状にテーパーが付けられ、垂直尾翼は僅かに後退角を持っている。水平尾翼は一体構造の全浮動式である。後方にスライドして開く大きなキャノピーで覆われたコックピットには並列の座席が2列備わっている。胴体と動翼はグラスファイバーで覆われた並行に置かれた10 mm (0.4 in)径の管で形成された波状内皮を平滑な外皮で挟み込んだGRPサンドイッチ構造のモノコック構造である。主翼、尾翼、胴体の一部ではリブ状に縦方向の畝が走り、尾部の構造は整形プラスチックを心材としていた。
出力200 hp (150kW)のライカミング IO-360 水平対向エンジンを搭載し、首車輪式の降着装置は主脚が内側へ、前脚が後方へ引き込まれた。初飛行は1968年3月29日に行われた。

## 運用の歴史

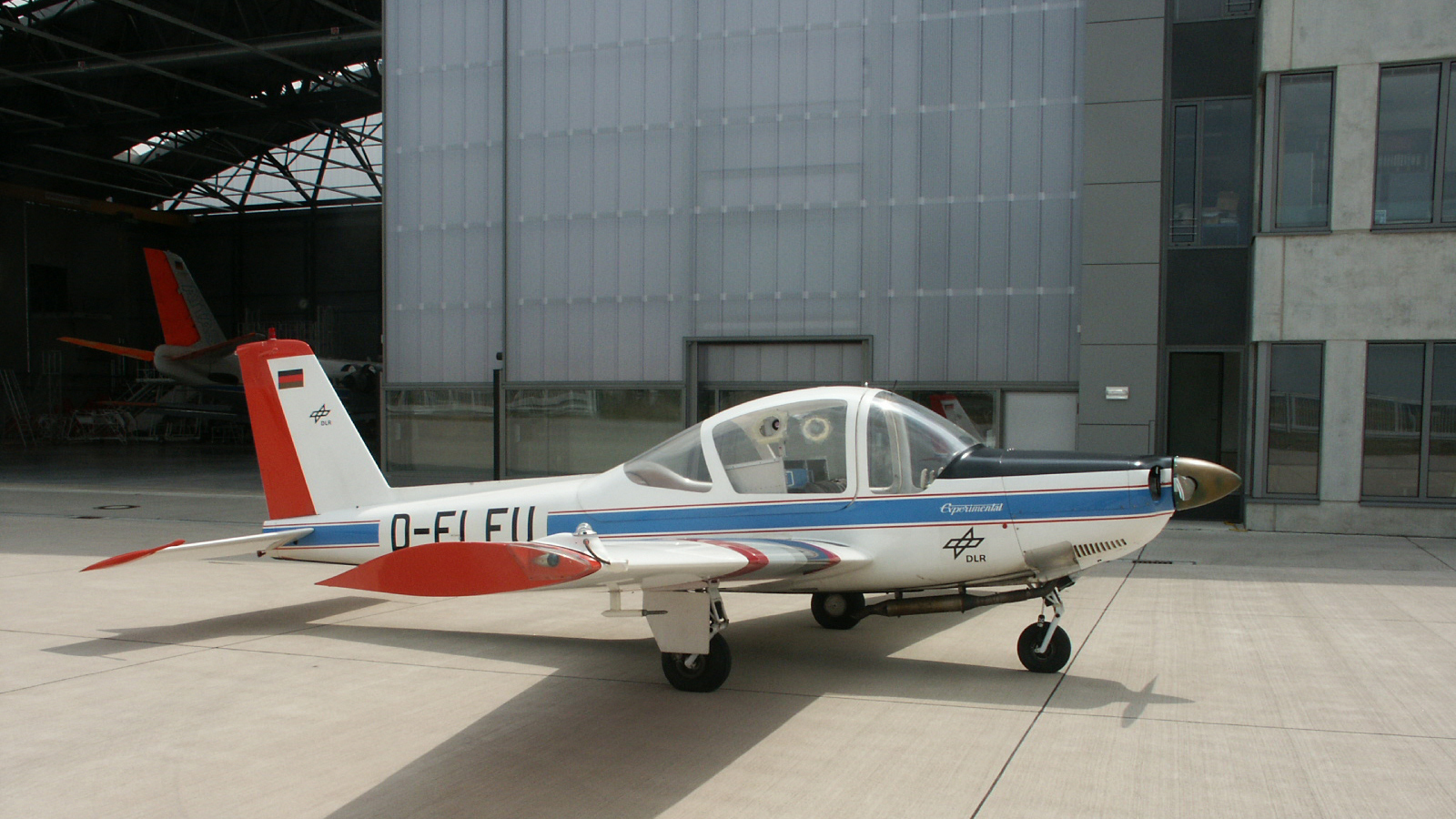
LFU 205

LFU 205は実験機の目的で1機のみが製作された。当初の飛行テスト計画は製造方法のテストのためであった。1984年からはブラウンシュヴァイクのドイツ航空宇宙センター（DLR）で飛行し、両翼のエルロンの内側の中央翼部分に新しい断面の覆い（"glove"）を取り付けて層流翼型の研究に使用された。主な関心の一つは層流と乱流の間の遷移領域を赤外線映像を使用して研究することであった。覆いが取り付けられている部分にも圧力と抗力の分布や境界層の作用のデータを取得するための機器が装着された。

## 要目
出典: The Observer's Book of Aircraft 1969
諸元
- 乗員: 4
- 全長: 7.65 m （25 ft 1 in）
- 全高: 2.46 m （8 ft 1 in）
- 翼幅: 10.85 m（35 ft 7 in）
- 翼面積: 16.4 m2 （176 ft2）
- 空虚重量: 700 kg （1,543 lb）
- 運用時重量: 1,200 kg （2,645 lb）
- 有効搭載量: kg （lb）
- 最大離陸重量: kg （lb）
- 動力: ライカミング IO-360-A1C 空冷 水平対向エンジン、150 kW （200 hp）   × 1

性能
- 超過禁止速度: km/h （kt）
- 最大速度: 360 km/h （194 kn） 224 mph （海面高度）
- 巡航速度: 300 km/h （162 kn） 186 mph （最大）
- 失速速度: km/h （kn） mph
- フェリー飛行時航続距離: km （海里）
- 航続距離: 1,416 km （765 nmi） 880 mi、（284 km/h (177 mph), 出力75%で）
- 実用上昇限度: 5,944 m （19,500 ft）
- 上昇率: 5.50 m/s （1,082 ft/min）
- 離陸滑走距離: m （ft）
- 着陸滑走距離: m （ft）
- 馬力荷重（プロペラ）: kW/kg （lb/hp）